# Copa Simón Bolívar 2021 (Bolivia)
La Copa Simón Bolívar 2021 fue la 33.ª edición del torneo de la Copa Simón Bolívar.

## Información del torneo

### Derechos de televisación
El 17 de agosto de 2020, tras un proceso de licitación convocado por la Federación Boliviana de Fútbol, se decidió optar por otorgarle la licitación a la empresa Sport TV Rights por una suma total de 46 millones de dólares en un paquete que además de la televisación de los encuentros de la División  Profesional, incluía la televisación de 52 partidos al año correspondientes a la segunda división: la Copa Simón Bolívar, durante la temporada 2021.
Un acuerdo que también incluía la aplicación del sistema de Videoarbitraje asistido (VAR) en estos torneos. Sin embargo, como la licitación pública se dio en un ambiente de vacío legal, ocasionada tras el fallecimiento del presidente de la federación Boliviana de Fútbol (FBF), César Salinas. El 29 de diciembre de 2020, se llevó a cabo un nuevo Congreso Extraordinario de las divisiones Profesional y Aficionado con el cual se impulsó un nuevo fallo que declaraba nula la anterior licitación con la empresa Sport TV Rights, y volviendo a convocar nuevamente a una nueva licitación pública desde el 7 hasta el 15 de enero con las mismas bases, por lo que este torneo será televisado durante la temporada 2021.
El 1 de marzo de 2021, se le otorgó finalmente los derechos de la televisación de los Campeonatos de las divisiones Profesional y Aficionado a la empresa Telecel S.A, propietaria del canal Tigo Sports, por un periodo de cuatro años, con una propuesta que incluye la televisación de un monto de 50 partidos destinados a la División Aficionados por año, dentro de los se encuentran partidos relacionados con las selecciones interdepartamentales, el campeonato máximo de la división femenina: la "Copa Simón Bolivar Femenina"; y también la Copa Simón Bolívar de la segunda división masculina, desde la temporada 2021. La cantidad de los partidos de la Copa Simón Bolívar 2021 a televisarse por la cadena son 50 partidos.
| Canal       | Partidos | Elección |
| ----------- | -------- | -------- |
| Tigo Sports | 50       | 1        |

### Montos de premiación
Con la venta de los derechos de televisación del torneo, la FBF definió la repartija de premios económicos en la misma cantidad que la temporada 2020: 
1.000 dólares para los equipos en la primera y segunda fases; 2.000 para los que consigan avanzar a la tercera, cuartos de final, semifinales y finales. El campeón y subcampeón obtendrán 10.000 dólares en total.

### Sistema del torneo
Aunque no hubo muchas discusiones al respecto durante el Concejo de Aficionados efectuado en la ciudad de La Paz en julio de 2021, se espera que se mantenga el formato de sistema de juego presentado en la temporada 2020, con una primera fase departamental, una segunda y tercera fases de duelos interdepartamentales, que abrirán paso a los cuartos de final, semifinales y finales. 
Además en el Concejo se determinó que cada club participante solo pueda alinear hasta tres futbolistas mayores de 28 años en cada partido. El libro de pases y registros se habilita para los jugadores inscritos desde el 6 de enero al 10 de septiembre.

## Clubes participantes

### Distribución geográfica de los clubes
En cursiva y negrita, los representantes respectivos de las ligas interprovinciales del departamento en cuestión.
| Departamento              | Club (y Condición)                                                      |
| ------------------------- | ----------------------------------------------------------------------- |
| Beni (ABF) 4 cupos        | Libertad Gran Mamoré Campeón del Torneo ABF 2021                        |
| Beni (ABF) 4 cupos        | Deportivo Kivón Subcampeón del Torneo ABF 2021                          |
| Beni (ABF) 4 cupos        | Villa Real Sociedad Tercer lugar del Torneo ABF 2021                    |
| Beni (ABF) 4 cupos        | Deportivo Los Almendros Campeón interprovincial 2021 - Beni             |
| Chuquisaca (ACHF) 4 cupos | Universitario de Sucre Campeón del Torneo ACHF 2021                     |
| Chuquisaca (ACHF) 4 cupos | Fancesa Subcampeón del Torneo ACHF 2021                                 |
| Chuquisaca (ACHF) 4 cupos | Mojocoya F. C. Tercer lugar del Torneo ACHF 2021                        |
| Chuquisaca (ACHF) 4 cupos | Atlético La U de Padilla Campeón interprovincial 2021 - Chuquisaca      |
| Cochabamba (AFC) 4 cupos  | San Antonio Bulo Bulo Campeón del Torneo AFC 2021                       |
| Cochabamba (AFC) 4 cupos  | Nueva Cliza Subcampeón del Torneo AFC 2021                              |
| Cochabamba (AFC) 4 cupos  | Cochabamba F. C. Tercer lugar del Torneo AFC 2021                       |
| Cochabamba (AFC) 4 cupos  | Universitario de Vinto Campeón interprovincial 2021 - Cochabamba        |
| La Paz (AFLP) 4 cupos     | Deportivo FATIC Primer lugar de la primera ronda del Torneo AFLP 2021   |
| La Paz (AFLP) 4 cupos     | Unión Maestranza Segundo lugar de la primera ronda del Torneo AFLP 2021 |
| La Paz (AFLP) 4 cupos     | ABB Tercer lugar de la primera ronda del Torneo AFLP 2021               |
| La Paz (AFLP) 4 cupos     | Achocalla Campeón interprovincial 2021 - La Paz                         |
| Oruro (AFO) 4 cupos       | Deportivo Shalón Campeón del Torneo AFO 2021                            |
| Oruro (AFO) 4 cupos       | Empresa Minera Huanuni Subcampeón del Torneo AFO 2021                   |
| Oruro (AFO) 4 cupos       | SUR-CAR Tercer lugar del Torneo AFO 2021                                |
| Oruro (AFO) 4 cupos       | San José es Oruro Campeón interprovincial 2021 - Oruro                  |
| Pando (APF) 3 cupos       | Mariscal Sucre Campeón del Torneo AFP (Pando) 2021                      |
| Pando (APF) 3 cupos       | Vaca Díez Subcampeón del Torneo AFP (Pando) 2021                        |
| Pando (APF) 3 cupos       | Moto Club Tercer lugar del Torneo AFP (Pando) 2021                      |
| Potosí (AFP) 4 cupos      | Rosario Central Campeón del Torneo AFP (Potosí) 2021                    |
| Potosí (AFP) 4 cupos      | Ferrocarril Palmeiras Subcampeón del Torneo AFP (Potosí) 2021           |
| Potosí (AFP) 4 cupos      | Wilstermann Cooperativas Tercer lugar del Torneo AFP (Potosí) 2021      |
| Potosí (AFP) 4 cupos      | América de Villazón Campeón interprovincial 2021 - Potosí               |
| Santa Cruz (ACF) 4 cupos  | Argentinos Juniors Campeón del Torneo ACF 2021                          |
| Santa Cruz (ACF) 4 cupos  | Torre Fuerte Subcampeón del Torneo ACF 2021                             |
| Santa Cruz (ACF) 4 cupos  | Academia F. C. Tercer lugar del Torneo ACF 2021                         |
| Santa Cruz (ACF) 4 cupos  | Ciudad Nueva Santa Cruz Campeón interprovincial 2021 - Santa Cruz       |
| Tarija (ATF) 4 cupos      | García Agreda Campeón del Torneo ATF 2021                               |
| Tarija (ATF) 4 cupos      | Atlético Bermejo Subcampeón del Torneo ATF 2021                         |
| Tarija (ATF) 4 cupos      | Nacional SENAC Tercer lugar del Torneo ATF 2021                         |
| Tarija (ATF) 4 cupos      | Quebracho Campeón interprovincial 2021 - Tarija                         |

### Información de los clubes
Los equipos participantes se clasificarán a lo largo del año a través de las competiciones departamentales llevados a cabo entre las gestiones 2020 y 2021. En cursiva, los equipos debutantes en la competición.
| Club                                                       | Entrenador              | Ciudad                              | Estadio                          | Capacidad   | Patrocinador                        |
| ---------------------------------------------------------- | ----------------------- | ----------------------------------- | -------------------------------- | ----------- | ----------------------------------- |
| Libertad Gran Mamoré Fútbol Club                           | Carlos Fabián Leeb      | Trinidad                            | Gran Mamoré                      | 15 000      | SEDEDE                              |
| Club Deportivo Kivón                                       | Iber Catima             | Trinidad                            | Lorgio "Yoyo" Zambrano           | 3 000       |                                     |
| Club Deportivo Villa Real Sociedad                         | Christian Reynaldo      | Trinidad                            | Lorgio "Yoyo" Zambrano           | 3 000       |                                     |
| Club Deportivo Vaca Díez                                   | Aristóteles Ramos       | Cobija                              | Roberto Jordán Cuéllar           | 24 000      | Bandera de Bolivia                  |
| Club Deportivo Mariscal Sucre                              | Jorge Klisman Vaca      | Cobija                              | Roberto Jordán Cuéllar           | 24 000      | Agua Mineral Cobija                 |
| Club Deportivo Argentinos Juniors                          | Gabriel Ramírez         | Santa Cruz de la Sierra             | Edgar Peña                       | 20 000      | Mega Center Cines                   |
| Club Deportivo Torre Fuerte                                | Armando Ibáñez          | Santa Cruz de la Sierra             | Municipal Villa 1.° de Mayo      | 7 000       | Solvibol                            |
| Club Atlético Nacional Rosario Central                     | Carlos Zambrana         | Potosí                              | Víctor Agustín Ugarte Potosí AFP | 28 000 7000 | MARITEX                             |
| Club Deportivo Ferrocarril Palmeiras                       | Ricardo Chavarría       | Potosí                              | Víctor Agustín Ugarte Potosí AFP | 28 000 7000 | Comercial ROSSEL                    |
| Equipo Deportivo Moto Club                                 | Robert Padilla          | Cobija                              | Roberto Jordán Cuéllar           | 24 000      | Sismo Athletic                      |
| Club Deportivo Los Almendros                               | Jorge Becerra           | Riberalta                           | Enrique Giese                    | 4 000       | Bandera de Bolivia                  |
| Club 10 de Noviembre Wilstermann Cooperativas              | Luis Carvajal           | Potosí                              | Víctor Agustín Ugarte Potosí AFP | 28 000 7000 | FEDECOMIN                           |
| Academia Fútbol Club                                       | Pablo Salinas           | Santa Cruz de la Sierra             | Edgar Peña                       | 20 000      | Bandera de Luxemburgo               |
| Club Quebracho Municipal                                   | José Sánchez            | Villa Montes                        | Complejo Deportivo Bilbao Rioja  | ?           | Gobierno Municipal de Villamontes   |
| Club Deportivo García Agreda                               | Ramiro Tolaba           | Tarija                              | IV Centenario                    | 20 000      | Lubricantes Ipiranga                |
| Academia Deportiva Fancesa                                 | Javier Vega             | Sucre                               | Olímpico Patria                  | 30 000      | Cemento Fancesa                     |
| Club Deportivo Universitario San Francisco Xavier de Sucre | Jhonny Serrudo          | Sucre                               | Olímpico Patria                  | 30 000      | Cemento Fancesa                     |
| Mojocoya Fútbol Club                                       | Dailer Gutiérrez        | Villa de Mojocoya Sucre             | Lourdes de Yotala                | 6 500       | Bandera de Bolivia                  |
| Club Deportivo Shalon                                      | Rubén Urbano            | Oruro                               | Jesús Bermúdez                   | 33 000      | Willy's Athletic                    |
| Club Empresa Minera Huanuni                                | Daniel Ayala            | Huanuni                             | Manuel Flores                    | 10 000      | Gobierno Municipal de Huanuni       |
| Fútbol Club Universitario de Vinto                         | Marcelo Claros          | Vinto                               | Hipólito Lazarte                 | 2 000       | Fritos Lucana                       |
| Club Atlético Bermejo                                      | Alberto Enríquez        | Bermejo                             | Fabián Tintilay                  | 5 000       | IAB S.A.                            |
| Club Chapaquito Feliz Nacional SENAC                       | Javier De Caroli        | Tarija                              | IV Centenario                    | 20 000      | Cooperativa El Vallecito            |
| Ciudad Nueva Santa Cruz Fútbol Club                        | Robert Arteaga          | Portachuelo Santa Cruz de la Sierra | Municipal Barrio Obrero          | 1 000       | Nueva Santa Cruz                    |
| Club Deportivo SUR-CAR                                     | Daniel Gómez            | Oruro                               | Jesús Bermúdez                   | 33 000      | L.M.C S.A.                          |
| Club Deportivo Cultural San Antonio Bulo Bulo              | Diómedes Peña           | Entre Ríos                          | Municipal Dr. Carlos Villegas    | 17 000      | Centro de Convenciones Las Palmeras |
| Club Deportivo Cultural Nueva Cliza                        | Ronald Padilla          | Cliza                               | Municipal de Cliza               | 15 000      | Mattador Sports                     |
| Cochabamba Fútbol Club                                     | Daniel Claure           | Cochabamba                          | Complejo Olympia                 | 2 000       | Comercial MÁFER Plásticos           |
| Club Atlético La "U" de Padilla                            | Álex Martínez           | Padilla                             | Municipal de Padilla             | 1 500       | Hotel Sucre                         |
| Club Achocalla                                             | Ovidio Hilario          | Achocalla                           | Municipal de Achocalla           | 1 500       | Bandera de Bolivia                  |
| Club Deportivo FATIC                                       | Sergio Apaza            | El Alto                             | Municipal de El Alto             | 25 000      | Terrenos San Francisco              |
| Club Unión Maestranza de Viacha                            | Fernando Chávez         | Viacha                              | Municipal de Viacha              | 4 000       | Bandera de Bolivia                  |
| Academia del Balompié Boliviano (ABB)                      | Luis Fernando Mollinedo | La Paz                              | Luis Lastra                      | 10 000      | Maltín                              |
| Club San José es Oruro de Caracollo                        | Waldo Quinteros         | Caracollo Oruro                     | Jesús Bermúdez                   | 33 000      | Bandera de Bolivia                  |
| Club Atlético América de Villazón                          | Juan Carlos Ecos        | Villazón                            | Defensores del Chaco             | 1 000       | Bandera de Bolivia                  |
| Actualizado el 10 de septiembre de 2021                    |                         |                                     |                                  |             |                                     |

1. ↑  El Club es una organización filial 
y propiedad del Club Blooming en la División Profesional, específicamente designado como un equipo de divisiones inferiores y de reserva en el club, pero independiente del primer plantel, por lo que su clasificación a este torneo se considera como un debut del equipo Academia F. C. y no del Club Blooming como tal, a pesar de que este equipo ya había disputado la Copa Simón Bolívar, tanto en su formato de torneo nacional de Primera División, como en el formato actual de Segunda División durante la gestión 1996. El estado de ascenso del equipo si llegase a salir campeón (o subcampeón) de la Copa Simón Bolívar 2021 está aún por determinarse, si se llegara a dar el caso de que Academia F. C. y Blooming se encuentren jugando en la misma división durante la temporada 2022.
2. ↑  El Club es un equipo amateur perteneciente a la localidad de Caracollo y que no forma parte del equipo liguero, el Club San José, ni es de su propiedad filial. Así mismo, el equipo terminó coronándose como campeón interprovincial del torneo de la AFO 2021 tras conocerse los resultados del fallo en mesa en contra de los encuentros que sostuvo contra los equipos de Municipal Huanuni y Caracollo Fútbol Club por las malas habilitaciones de varios jugadores en el encuentro contra Huanuni y por la falta de presentación de carnets de sus jugadores en el encuentro contra Caracollo, que le terminó resultando en la suma de seis puntos que le fueron suficientes para coronarse como campeón interprovincial, ante la victoria de Municipal Challapata, el considerado eventual campeón en cancha antes de los fallos.

### Desistencias
- Equipo Provincial de Pando, el campeonato interprovincial de Pando quedó desierto, al no existir equipos ni tampoco alguna Liga Municipal que al menos este afiliada a la AFP. Por 7° año consecutivo, Pando no tendrá representante provincial, la última vez que se tuvo un campeón provincial fue en 2014 donde Municipalidad de Porvenir representó a Pando en el Torneo Nacional Interprovincial 2014

#### Cambios de entrenadores

##### Pretemporada
| Equipo           | Entrenador Saliente | Último Partido                       | Fecha            | Entrenador Sucesor |
| ---------------- | ------------------- | ------------------------------------ | ---------------- | ------------------ |
| Fancesa          | Sergio Mieres       | Fancesa 0 - 2 Universitario de Sucre | Torneo ACHF 2021 | Javier Vega        |
| SUR-CAR          | Claudio Marrupe     | SUR-CAR 6 - 0 Deportivo Totora       | Torneo AFO 2021  | Daniel Gómez       |
| E. M. Huanuni    | Rubén Martínez      | E. M. Huanuni 1 - 2 Deportivo Escara | Torneo AFO 2021  | Daniel Ayala       |
| Deportivo Shalón | Williams Gutiérrez  | Deportivo Shalón 2 - 0 Oruro Royal   | Torneo AFO 2021  | Rubén Urbano       |

### Jugador categoría Sub-20
El Consejo de la División Profesional aprobó la inclusión obligatoria de un jugador de la categoría sub-20 durante 90 minutos.

### Jugadores categoría Sub-28
Edad máxima de 28 años en todos los planteles, se pueden tener un máximo de 3 jugadores mayores de 28 años.

### Jugadores extranjeros
Cada equipo pudo incluir dentro de su lista un máximo de cuatro jugadores extranjeros, permitiéndose un máximo de 3 jugadores extranjeros simultáneos en cancha. Los jugadores extranjeros que posean nacionalidad boliviana, pueden ser inscritos como jugadores bolivianos, pero en el terreno de juego cuentan como extranjeros. Los jugadores extranjeros que tengan uno o los dos padres bolivianos, son bolivianos en las listas y en el terreno de juego. Durante el período de fichajes los equipos pueden tener más de 4 jugadores extranjeros en sus filas siempre y cuando el jugador no esté inscrito reglamentariamente.

## Fase regional
|  | Equipos clasificados a la Segunda fase. |
|  | Equipos eliminados de la competición.   |

- Los horarios corresponden a la hora local de Bolivia (UTC-4).

### Grupo A - Beni (ABF)
| Pos. | Equipo               | Pts. | PJ | PG | PE | PP | GF | GC | DG  |
| ---- | -------------------- | ---- | -- | -- | -- | -- | -- | -- | --- |
| 1.°  | Libertad Gran Mamoré | 15   | 6  | 5  | 0  | 1  | 14 | 4  | +10 |
| 2.°  | Deportivo Kivón      | 11   | 6  | 3  | 2  | 1  | 8  | 5  | +3  |
| 3.°  | Los Almendros        | 6    | 6  | 2  | 0  | 4  | 11 | 18 | −7  |
| 4.°  | Villa Real Sociedad  | 2    | 6  | 0  | 2  | 4  | 8  | 14 | −6  |

| Local                | Resultado | Visitante            | Estadio                          | Fecha                  | Canal TV |
| Libertad Gran Mamoré | 5 - 0     | Los Almendros        | Gran Mamoré, Trinidad            | 11 de septiembre 16:00 |          |
| Deportivo Kivón      | 1 - 1     | Villa Real Sociedad  | Lorgio "Yoyo" Zambrano, Trinidad | 12 de septiembre 16:00 |          |
| Villa Real Sociedad  | 1 - 2     | Libertad Gran Mamoré | Lorgio "Yoyo" Zambrano, Trinidad | 15 de septiembre 16:00 |          |
| Los Almendros        | 0 - 1     | Deportivo Kivón      | Enrique Giese, Riberalta         | 15 de septiembre 17:00 |          |
| Libertad Gran Mamoré | 1 - 0     | Deportivo Kivón      | Gran Mamoré, Trinidad            | 18 de septiembre 16:00 |          |
| Villa Real Sociedad  | 2 - 4     | Los Almendros        | Lorgio "Yoyo" Zambrano, Trinidad | 19 de septiembre 16:00 |          |
| Los Almendros        | 1 - 4     | Libertad Gran Mamoré | Enrique Giese, Riberalta         | 22 de septiembre 17:00 |          |
| Villa Real Sociedad  | 1 - 1     | Deportivo Kivón      | Lorgio "Yoyo" Zambrano, Trinidad | 22 de septiembre 19:00 |          |
| Deportivo Kivón      | 3 - 2     | Los Almendros        | Lorgio "Yoyo" Zambrano, Trinidad | 2 de octubre 16:00     |          |
| Libertad Gran Mamoré | 2 - 0     | Villa Real Sociedad  | Gran Mamoré, Trinidad            | 3 de octubre 16:00     |          |
| Deportivo Kivón      | 2 - 0     | Libertad Gran Mamoré | Lorgio "Yoyo" Zambrano, Trinidad | 6 de octubre 16:00     |          |
| Los Almendros        | 4 - 3     | Villa Real Sociedad  | Enrique Giese, Riberalta         | 6 de octubre 17:00     |          |

| Evolución de las posiciones (Equipo / Fecha) | 1   | 2   | 3   | 4   | 5   | 6   |
| -------------------------------------------- | --- | --- | --- | --- | --- | --- |
| Deportivo Kivón                              | 2.° | 2.° | 2.° | 2.° | 2.° | 2.° |
| Libertad Gran Mamoré                         | 1.° | 1.° | 1.° | 1.° | 1.° | 1.° |
| Los Almendros                                | 4.° | 4.° | 3.° | 3.° | 3.° | 3.° |
| Villa Real Sociedad                          | 2.° | 3.° | 4.° | 4.° | 4.° | 4.° |

### Grupo B - Chuquisaca (AChF)
| Pos. | Equipo                   | Pts. | PJ | PG | PE | PP | GF | GC | DG  |
| ---- | ------------------------ | ---- | -- | -- | -- | -- | -- | -- | --- |
| 1.°  | Universitario de Sucre   | 13   | 6  | 4  | 1  | 1  | 15 | 6  | +9  |
| 2.°  | Mojocoya F. C.           | 13   | 6  | 4  | 1  | 1  | 9  | 2  | +7  |
| 3.°  | Fancesa                  | 7    | 6  | 2  | 1  | 3  | 8  | 6  | +2  |
| 4.°  | Atlético La U de Padilla | 1    | 6  | 0  | 1  | 5  | 4  | 22 | −18 |

| Local                    | Resultado | Visitante                | Estadio                       | Fecha                  | Canal TV |
| Universitario de Sucre   | 2 - 1     | Fancesa                  | Olímpico Patria, Sucre        | 18 de septiembre 15:00 |          |
| Mojocoya F. C.           | 4 - 0     | Atlético La U de Padilla | Olímpico Patria, Sucre        | 18 de septiembre 20:00 |          |
| Fancesa                  | 5 - 0     | Atlético La U de Padilla | Olímpico Patria, Sucre        | 22 de septiembre 15:00 |          |
| Mojocoya F. C.           | 1 - 0     | Universitario de Sucre   | Olímpico Patria, Sucre        | 22 de septiembre 20:00 |          |
| Mojocoya F. C.           | 0 - 1     | Fancesa                  | Olímpico Patria, Sucre        | 25 de septiembre 15:00 |          |
| Atlético La U de Padilla | 1 - 3     | Universitario de Sucre   | Olímpico Patria, Sucre        | 26 de septiembre 15:00 |          |
| Fancesa                  | 0 - 2     | Universitario de Sucre   | Olímpico Patria, Sucre        | 29 de septiembre 15:00 |          |
| Atlético La U de Padilla | 0 - 2     | Mojocoya F. C.           | Municipal de Padilla, Padilla | 29 de septiembre 15:30 |          |
| Atlético La U de Padilla | 1 - 1     | Fancesa                  | Municipal de Padilla, Padilla | 3 de octubre 15:30     |          |
| Universitario de Sucre   | 1 - 1     | Mojocoya F. C.           | Olímpico Patria, Sucre        | 3 de octubre 20:00     |          |
| Fancesa                  | 0 - 1     | Mojocoya F. C.           | Olímpico Patria, Sucre        | 7 de octubre 15:00     |          |
| Universitario de Sucre   | 7 - 2     | Atlético La U de Padilla | Olímpico Patria, Sucre        | 7 de octubre 20:00     |          |

| Evolución de las posiciones (Equipo / Fecha) | 1   | 2   | 3   | 4   | 5   | 6   |
| -------------------------------------------- | --- | --- | --- | --- | --- | --- |
| Atlético La U de Padilla                     | 4.° | 4.° | 4.° | 4.° | 4.° | 4.° |
| Fancesa                                      | 3.° | 2.° | 1.° | 3.° | 3.° | 3.° |
| Mojocoya F. C.                               | 1.° | 1.° | 2.° | 1.° | 1.° | 2.° |
| Universitario de Sucre                       | 2.° | 3.° | 3.° | 2.° | 2.° | 1.° |

### Grupo C - Cochabamba (AFC)
| Pos. | Equipo                 | Pts. | PJ | PG | PE | PP | GF | GC | DG  |
| ---- | ---------------------- | ---- | -- | -- | -- | -- | -- | -- | --- |
| 1.°  | San Antonio Bulo Bulo  | 13   | 6  | 4  | 1  | 1  | 8  | 5  | +3  |
| 2.°  | Universitario de Vinto | 11   | 6  | 3  | 2  | 1  | 10 | 4  | +6  |
| 3.°  | Cochabamba F. C.       | 8    | 6  | 2  | 2  | 2  | 7  | 6  | +1  |
| 4.°  | Nueva Cliza            | 1    | 6  | 0  | 1  | 5  | 4  | 14 | −10 |

| Local                  | Resultado | Visitante              | Estadio                      | Fecha                  | Canal TV |
| Universitario de Vinto | 3 - 0     | Nueva Cliza            | Sebastián Ramírez, Tiquipaya | 22 de septiembre 15:30 |          |
| Cochabamba F. C.       | 1 - 2     | San Antonio Bulo Bulo  | Samancha Urabi, Colcapirhua  | 22 de septiembre 15:30 |          |
| Nueva Cliza            | 0 - 0     | San Antonio Bulo Bulo  | Municipal, Arbieto           | 25 de septiembre 15:30 |          |
| Universitario de Vinto | 0 - 0     | Cochabamba F. C.       | Sebastián Ramírez, Tiquipaya | 25 de septiembre 15:30 |          |
| Cochabamba F. C.       | 1 - 0     | Nueva Cliza            | Samancha Urabi, Colcapirhua  | 29 de septiembre 15:30 |          |
| San Antonio Bulo Bulo  | 2 - 1     | Universitario de Vinto | Carlos Villegas, Entre Ríos  | 29 de septiembre 15:30 |          |
| Nueva Cliza            | 1 - 3     | Universitario de Vinto | Municipal, Arbieto           | 2 de octubre 15:30     |          |
| San Antonio Bulo Bulo  | 1 - 0     | Cochabamba F. C.       | Carlos Villegas, Entre Ríos  | 2 de octubre 15:30     |          |
| San Antonio Bulo Bulo  | 3 - 1     | Nueva Cliza            | Carlos Villegas, Entre Ríos  | 6 de octubre 15:30     |          |
| Cochabamba F. C.       | 1 - 1     | Universitario de Vinto | Samancha Urabi, Colcapirhua  | 6 de octubre 15:30     |          |
| Nueva Cliza            | 2 - 4     | Cochabamba F. C.       | Municipal, Arbieto           | 9 de octubre 15:30     |          |
| Univeritario de Vinto  | 2 - 0     | San Antonio Bulo Bulo  | Hipólito Lazarte, Vinto      | 9 de octubre 15:30     |          |

| Evolución de las posiciones (Equipo / Fecha) | 1   | 2   | 3   | 4   | 5   | 6   |
| -------------------------------------------- | --- | --- | --- | --- | --- | --- |
| Cochabamba F. C.                             | 3.° | 3.° | 3.° | 3.° | 3.° | 3.° |
| Nueva Cliza                                  | 4.° | 4.° | 4.° | 4.° | 4.° | 4.° |
| San Antonio Bulo Bulo                        | 2.° | 2.° | 1.° | 1.° | 1.° | 1.° |
| Universitario de Vinto                       | 1.° | 1.° | 2.° | 2.° | 2.° | 2.° |

### Grupo D - La Paz (AFLP)
| Pos. | Equipo           | Pts. | PJ | PG | PE | PP | GF | GC | DG  |
| ---- | ---------------- | ---- | -- | -- | -- | -- | -- | -- | --- |
| 1.°  | Deportivo FATIC  | 18   | 6  | 6  | 0  | 0  | 26 | 3  | +23 |
| 2.°  | Unión Maestranza | 10   | 6  | 3  | 1  | 2  | 12 | 7  | +5  |
| 3.°  | A. B. B.         | 7    | 6  | 2  | 1  | 3  | 10 | 17 | −7  |
| 4.°  | Achocalla        | 0    | 6  | 0  | 0  | 6  | 6  | 27 | −21 |

| Local            | Resultado | Visitante        | Estadio                                           | Fecha                  | Canal TV |
| A. B. B.         | 1 - 4     | Deportivo FATIC  | Municipal Villa Ingenio, El Alto                  | 18 de septiembre 11:30 |          |
| Unión Maestranza | 3 - 2     | Achocalla        | Municipal Villa Ingenio, El Alto                  | 18 de septiembre 15:00 |          |
| Unión Maestranza | 4 - 0     | A. B. B.         | Municipal Villa Ingenio, El Alto                  | 22 de septiembre 13:00 |          |
| Deportivo FATIC  | 4 - 0     | Achocalla        | Municipal Villa Ingenio, El Alto                  | 22 de septiembre 15:00 |          |
| Achocalla        | 2 - 3     | A. B. B.         | Municipal Villa Ingenio, El Alto                  | 25 de septiembre 13:00 |          |
| Deportivo FATIC  | 3 - 1     | Unión Maestranza | Municipal Villa Ingenio, El Alto                  | 25 de septiembre 15:00 |          |
| Unión Maestranza | 0 - 1     | Deportivo FATIC  | Municipal Villa Ingenio, El Alto                  | 29 de septiembre 12:00 |          |
| A. B. B.         | 5 - 1     | Achocalla        | Hernando Siles, La Paz                            | 29 de septiembre 15:00 |          |
| A. B. B.         | 0 - 0     | Unión Maestranza | Rafael Mendoza Castellón, La Paz                  | 3 de octubre 11:00     |          |
| Achocalla        | 0 - 8     | Deportivo FATIC  | Municipal Villa Ingenio, El Alto                  | 3 de octubre 15:00     |          |
| Achocalla        | 1 - 4     | Unión Maestranza | Estadio Municipal de Viacha "Jayu P'uchu", Viacha | 8 de octubre 13:00     |          |
| Deportivo FATIC  | 6 - 1     | A. B. B.         | Municipal Villa Ingenio, El Alto                  | 8 de octubre 13:00     |          |

| Evolución de las posiciones (Equipo / Fecha) | 1   | 2   | 3   | 4   | 5   | 6   |
| -------------------------------------------- | --- | --- | --- | --- | --- | --- |
| A. B. B.                                     | 4.° | 4.° | 3.° | 3.° | 3.° | 3.° |
| Achocalla                                    | 3.° | 3.° | 4.° | 4.° | 4.° | 4.° |
| Deportivo FATIC                              | 1.° | 1.° | 1.° | 1.° | 1.° | 1.° |
| Unión Maestranza                             | 2.° | 2.° | 2.° | 2.° | 2.° | 2.° |

### Grupo E - Oruro (AFO)
| Pos. | Equipo                 | Pts. | PJ | PG | PE | PP | GF | GC | DG  |
| ---- | ---------------------- | ---- | -- | -- | -- | -- | -- | -- | --- |
| 1.°  | Empresa Minera Huanuni | 15   | 6  | 5  | 0  | 1  | 15 | 5  | +10 |
| 2.°  | Deportivo Shalón       | 15   | 6  | 5  | 0  | 1  | 13 | 6  | +7  |
| 3.°  | SUR-CAR                | 6    | 6  | 2  | 0  | 4  | 9  | 9  | 0   |
| 4.°  | San José es Oruro      | 0    | 6  | 0  | 0  | 6  | 4  | 21 | −17 |

| Local             | Resultado | Visitante         | Estadio               | Fecha                  | Canal TV |
| E. M. Huanuni     | 2 - 1     | SUR-CAR           | Jesús Bermúdez, Oruro | 19 de septiembre 13:20 |          |
| Deportivo Shalón  | 3 - 1     | San José es Oruro | Jesús Bermúdez, Oruro | 19 de septiembre 15:30 |          |
| SUR-CAR           | 0 - 1     | Deportivo Shalón  | Jesús Bermúdez, Oruro | 22 de septiembre 13:20 |          |
| San José es Oruro | 0 - 1     | E. M. Huanuni     | Jesús Bermúdez, Oruro | 22 de septiembre 15:30 |          |
| Deportivo Shalón  | 0 - 3     | E. M. Huanuni     | Jesús Bermúdez, Oruro | 26 de septiembre 13:20 |          |
| San José es Oruro | 0 - 4     | SUR-CAR           | Jesús Bermúdez, Oruro | 26 de septiembre 15:30 |          |
| San José es Oruro | 1 - 5     | Deportivo Shalón  | Jesús Bermúdez, Oruro | 29 de septiembre 13:20 |          |
| SUR-CAR           | 1 - 3     | E. M. Huanuni     | Jesús Bermúdez, Oruro | 29 de septiembre 15:30 |          |
| E. M. Huanuni     | 6 - 1     | San José es Oruro | Jesús Bermúdez, Oruro | 3 de octubre 13:20     |          |
| Deportivo Shalón  | 2 - 1     | SUR-CAR           | Jesús Bermúdez, Oruro | 3 de octubre 15:30     |          |
| SUR-CAR           | 2 - 1     | San José es Oruro | Jesús Bermúdez, Oruro | 6 de octubre 13:20     |          |
| E. M. Huanuni     | 0 - 2     | Deportivo Shalón  | Jesús Bermúdez, Oruro | 6 de octubre 15:30     |          |

| Evolución de las posiciones (Equipo / Fecha) | 1   | 2   | 3   | 4   | 5   | 6   |
| -------------------------------------------- | --- | --- | --- | --- | --- | --- |
| Deportivo Shalón                             | 1.° | 1.° | 2.° | 2.° | 2.° | 2.° |
| Empresa Minera Huanuni                       | 2.° | 2.° | 1.° | 1.° | 1.° | 1.° |
| San José es Oruro                            | 4.° | 4.° | 4.° | 4.° | 4.° | 4.° |
| SUR-CAR                                      | 3.° | 3.° | 3.° | 3.° | 3.° | 3.° |

### Grupo F - Pando (APF)
| Pos. | Equipo         | Pts. | PJ | PG | PE | PP | GF | GC | DG |
| ---- | -------------- | ---- | -- | -- | -- | -- | -- | -- | -- |
| 1.°  | Vaca Díez      | 8    | 4  | 2  | 2  | 0  | 6  | 2  | +4 |
| 2.°  | Mariscal Sucre | 6    | 4  | 1  | 3  | 0  | 7  | 6  | +1 |
| 3.°  | Moto Club      | 1    | 4  | 0  | 1  | 3  | 6  | 11 | −5 |

| \| Fecha \| Lugar \| Local \| Resultado \| Visitante \| \| ----------------------- \| ------------------------------ \| -------------- \| --------- \| -------------- \| \| 18 de septiembre, 17:00 \| Roberto Jordán Cuellar, Cobija \| Mariscal Sucre \| 3 - 2 \| Moto Club \| \| 22 de septiembre, 20:00 \| Roberto Jordán Cuellar, Cobija \| Vaca Díez \| 2 - 0 \| Moto Club \| \| 25 de septiembre, 17:00 \| Roberto Jordán Cuellar, Cobija \| Mariscal Sucre \| 0 - 0 \| Vaca Díez \| \| 3 de octubre, 17:00 \| Roberto Jordán Cuellar, Cobija \| Vaca Díez \| 1 - 1 \| Mariscal Sucre \| \| 6 de octubre, 20:00 \| Roberto Jordán Cuellar, Cobija \| Moto Club \| 1 - 3 \| Vaca Díez \| \| 9 de octubre, 17:00 \| Roberto Jordán Cuellar, Cobija \| Moto Club \| 3 - 3 \| Mariscal Sucre \| |                                |                |           |                |
| Fecha | Lugar                          | Local          | Resultado | Visitante      |
| 18 de septiembre, 17:00 | Roberto Jordán Cuellar, Cobija | Mariscal Sucre | 3 - 2     | Moto Club      |
| 22 de septiembre, 20:00 | Roberto Jordán Cuellar, Cobija | Vaca Díez      | 2 - 0     | Moto Club      |
| 25 de septiembre, 17:00 | Roberto Jordán Cuellar, Cobija | Mariscal Sucre | 0 - 0     | Vaca Díez      |
| 3 de octubre, 17:00 | Roberto Jordán Cuellar, Cobija | Vaca Díez      | 1 - 1     | Mariscal Sucre |
| 6 de octubre, 20:00 | Roberto Jordán Cuellar, Cobija | Moto Club      | 1 - 3     | Vaca Díez      |
| 9 de octubre, 17:00 | Roberto Jordán Cuellar, Cobija | Moto Club      | 3 - 3     | Mariscal Sucre |

| Evolución de las posiciones (Equipo / Fecha) | 1   | 2   | 3   | 4   | 5   | 6   |
| -------------------------------------------- | --- | --- | --- | --- | --- | --- |
| Mariscal Sucre                               | 1.° | 2.° | 2.° | 2.° | 2.° | 2.° |
| Moto Club                                    | 3.° | 3.° | 3.° | 3.° | 3.° | 3.° |
| Vaca Díez                                    | 2.° | 1.° | 1.° | 1.° | 1.° | 1.° |

### Grupo G - Potosí (AFP)
| Pos. | Equipo                   | Pts. | PJ | PG | PE | PP | GF | GC | DG  |
| ---- | ------------------------ | ---- | -- | -- | -- | -- | -- | -- | --- |
| 1.°  | Wilstermann Cooperativas | 18   | 6  | 6  | 0  | 0  | 17 | 4  | +13 |
| 2.°  | Rosario Central          | 9    | 6  | 3  | 0  | 3  | 10 | 12 | −2  |
| 3.°  | Ferrocarril Palmeiras    | 7    | 6  | 2  | 1  | 3  | 6  | 7  | −1  |
| 4.°  | América de Villazón      | 1    | 6  | 0  | 1  | 5  | 5  | 15 | −10 |

| Local                    | Resultado | Visitante                | Estadio                        | Fecha                  | Canal TV |
| Ferrocarril Palmeiras    | 2 - 1     | Rosario Central          | Potosí AFP, Potosí             | 18 de septiembre 15:30 |          |
| Wilstermann Cooperativas | 5 - 2     | América de Villazón      | Potosí AFP, Potosí             | 19 de septiembre 15:30 |          |
| Wilstermann Cooperativas | 2 - 1     | Ferrocarril Palmeiras    | Potosí AFP, Potosí             | 25 de septiembre 15:30 |          |
| América de Villazón      | 1 - 4     | Rosario Central          | Modesto Omiste, Villazón       | 26 de septiembre 15:30 |          |
| Ferrocarril Palmeiras    | 1 - 1     | América de Villazón      | Potosí AFP, Potosí             | 30 de septiembre 15:30 |          |
| Rosario Central          | 1 - 5     | Wilstermann Cooperativas | Víctor Agustín Ugarte, Potosí  | 1 de octubre 15:15     |          |
| Rosario Central          | 2 - 1     | Ferrocarril Palmeiras    | Potosí AFP, Potosí             | 3 de octubre 15:30     |          |
| América de Villazón      | 0 - 2     | Wilstermann Cooperativas | Defensores del Chaco, Villazón | 3 de octubre 15:30     |          |
| Rosario Central          | 2 - 1     | América de Villazón      | Víctor Agustín Ugarte, Potosí  | 6 de octubre 15:30     |          |
| Ferrocarril Palmeiras    | 0 - 1     | Wilstermann Cooperativas | Víctor Agustín Ugarte, Potosí  | 7 de octubre 15:30     |          |
| América de Villazón      | 0 - 1     | Ferrocarril Palmeiras    | Defensores del Chaco, Villazón | 10 de octubre 15:30    |          |
| Wilstermann Cooperativas | 2 - 0     | Rosario Central          | Potosí AFP, Potosí             | 10 de octubre 15:30    |          |

| Evolución de las posiciones (Equipo / Fecha) | 1   | 2   | 3   | 4   | 5   | 6   |
| -------------------------------------------- | --- | --- | --- | --- | --- | --- |
| América de Villazón                          | 4.° | 4.° | 4.° | 4.° | 4.° | 4.° |
| Ferrocarril Palmeiras                        | 2.° | 3.° | 2.° | 3.° | 3.° | 3.° |
| Rosario Central                              | 3.° | 2.° | 3.° | 2.° | 2.° | 2.° |
| Wilstermann Cooperativas                     | 1.° | 1.° | 1.° | 1.° | 1.° | 1.° |

### Grupo H - Santa Cruz (ACF)
| Pos. | Equipo                  | Pts. | PJ | PG | PE | PP | GF | GC | DG  |
| ---- | ----------------------- | ---- | -- | -- | -- | -- | -- | -- | --- |
| 1.°  | Torre Fuerte            | 12   | 6  | 3  | 3  | 0  | 9  | 3  | +6  |
| 2.°  | Ciudad Nueva Santa Cruz | 10   | 6  | 2  | 4  | 0  | 10 | 6  | +4  |
| 3.°  | Argentinos Juniors      | 6    | 6  | 1  | 3  | 2  | 8  | 7  | +1  |
| 4.°  | Academia F. C.          | 3    | 6  | 1  | 0  | 5  | 5  | 16 | −11 |

| Local                   | Resultado | Visitante               | Estadio                                        | Fecha                  | Canal TV |
| Ciudad Nueva Santa Cruz | 3 - 1     | Academia F. C.          | Ramón Aguilera Costas, Santa Cruz de la Sierra | 20 de septiembre 13:30 |          |
| Torre Fuerte            | 0 - 0     | Argentinos Juniors      | Ramón Aguilera Costas, Santa Cruz de la Sierra | 20 de septiembre 15:30 |          |
| Argentinos Juniors      | 1 - 1     | Ciudad Nueva Santa Cruz | Edgar Peña Gutiérrez, Warnes                   | 24 de septiembre 13:30 |          |
| Academia F. C.          | 0 - 2     | Torre Fuerte            | Edgar Peña Gutiérrez, Warnes                   | 24 de septiembre 15:30 |          |
| Ciudad Nueva Santa Cruz | 1 - 1     | Torre Fuerte            | Gilberto Parada, Montero                       | 27 de septiembre 13:30 |          |
| Argentinos Juniors      | 4 - 1     | Academia F. C.          | Gilberto Parada, Montero                       | 27 de septiembre 15:30 |          |
| Academia F. C.          | 1 - 3     | Ciudad Nueva Santa Cruz | Ramón Aguilera Costas, Santa Cruz de la Sierra | 30 de septiembre 14:00 |          |
| Argentinos Juniors      | 1 - 2     | Torre Fuerte            | Ramón Aguilera Costas, Santa Cruz de la Sierra | 30 de septiembre 16:00 |          |
| Torre Fuerte            | 3 - 0     | Academia F. C.          | Ramón Aguilera Costas, Santa Cruz de la Sierra | 5 de octubre 13:30     |          |
| Ciudad Nueva Santa Cruz | 1 - 1     | Argentinos Juniors      | Ramón Aguilera Costas, Santa Cruz de la Sierra | 5 de octubre 15:30     |          |
| Academia F. C.          | 2 - 1     | Argentinos Juniors      | Ramón Aguilera Costas, Santa Cruz de la Sierra | 9 de octubre 13:30     |          |
| Torre Fuerte            | 1 - 1     | Ciudad Nueva Santa Cruz | Ramón Aguilera Costas, Santa Cruz de la Sierra | 9 de octubre 15:30     |          |

| Evolución de las posiciones (Equipo / Fecha) | 1   | 2   | 3   | 4   | 5   | 6   |
| -------------------------------------------- | --- | --- | --- | --- | --- | --- |
| Academia F. C.                               | 4.° | 4.° | 4.° | 4.° | 4.° | 4.° |
| Argentinos Juniors                           | 2.° | 3.° | 1.° | 3.° | 3.° | 3.° |
| Ciudad Nueva Santa Cruz                      | 1.° | 1.° | 2.° | 1.° | 2.° | 2.° |
| Torre Fuerte                                 | 2.° | 2.° | 3.° | 2.° | 1.° | 1.° |

### Grupo I - Tarija (ATF)
| Pos. | Equipo           | Pts. | PJ | PG | PE | PP | GF | GC | DG |
| ---- | ---------------- | ---- | -- | -- | -- | -- | -- | -- | -- |
| 1.°  | García Agreda    | 11   | 6  | 3  | 2  | 1  | 14 | 9  | +5 |
| 2.°  | Atlético Bermejo | 11   | 6  | 3  | 2  | 1  | 13 | 11 | +2 |
| 3.°  | Quebracho        | 7    | 6  | 2  | 1  | 3  | 10 | 13 | −3 |
| 4.°  | Nacional SENAC   | 4    | 6  | 1  | 1  | 4  | 10 | 14 | −4 |

| Local            | Resultado | Visitante        | Estadio                                       | Fecha                  | Canal TV |
| Quebracho        | 0 - 1     | Atlético Bermejo | Complejo Deportivo Bilbao Rioja, Villa Montes | 19 de septiembre 15:30 |          |
| García Agreda    | 2 - 1     | Nacional SENAC   | IV Centenario, Tarija                         | 19 de septiembre 15:30 |          |
| Atlético Bermejo | 2 - 2     | Nacional SENAC   | Fabián Tintilay, Bermejo                      | 23 de septiembre 15:30 |          |
| Quebracho        | 4 - 2     | García Agreda    | Complejo Deportivo Bilbao Rioja, Villa Montes | 23 de septiembre 15:30 |          |
| García Agreda    | 1 - 1     | Atlético Bermejo | IV Centenario, Tarija                         | 25 de septiembre 15:30 |          |
| Nacional SENAC   | 2 - 1     | Quebracho        | IV Centenario, Tarija                         | 25 de septiembre 17:30 |          |
| Atlético Bermejo | 5 - 1     | Quebracho        | Fabián Tintilay, Bermejo                      | 30 de septiembre 15:30 |          |
| Nacional SENAC   | 1 - 3     | García Agreda    | IV Centenario, Tarija                         | 30 de septiembre 19:30 |          |
| Nacional SENAC   | 3 - 4     | Atlético Bermejo | IV Centenario, Tarija                         | 3 de octubre 15:30     |          |
| García Agreda    | 2 - 2     | Quebracho        | IV Centenario, Tarija                         | 3 de octubre 17:30     |          |
| Atlético Bermejo | 0 - 4     | García Agreda    | Fabián Tintilay, Bermejo                      | 9 de octubre 15:30     |          |
| Quebracho        | 2 - 1     | Nacional SENAC   | Complejo Deportivo Bilbao Rioja, Villa Montes | 10 de octubre 15:30    |          |

| Evolución de las posiciones (Equipo / Fecha) | 1   | 2   | 3   | 4   | 5   | 6   |
| -------------------------------------------- | --- | --- | --- | --- | --- | --- |
| Atlético Bermejo                             | 2.° | 1.° | 1.° | 1.° | 1.° | 2.° |
| García Agreda                                | 1.° | 3.° | 3.° | 2.° | 2.° | 1.° |
| Nacional SENAC                               | 3.° | 4.° | 2.° | 3.° | 3.° | 4.° |
| Quebracho                                    | 4.° | 2.° | 4.° | 4.° | 4.° | 3.° |

## Segunda fase
Los dieciocho equipos clasificados, los dos primeros lugares de los nueve grupos pasarán a esta fase. Se enfrentarán entre sí en nueve llaves de ida y vuelta. Los vencedores de las nueve llaves pasarán a la siguiente fase junto con los tres mejores perdedores. Las llaves ya fueron definidas según conveniencias geográficas y respetando las llaves registradas en edición pasada en la Convocatoria del torneo. En caso de un eventual empate de puntos en cualquiera de las llaves, se procederá a la ejecución de la tanda de penales para el desempate. No se tomará en cuenta el gol diferencia para la definición de una llave, pero sí dentro de la definición de los mejores tres perdedores.

### Llaves eliminatorias
| Fechas             | Condición          | Local en la ida         | Global      | Local en la vuelta       | Condición          | Ida   | Vuelta |
| ------------------ | ------------------ | ----------------------- | ----------- | ------------------------ | ------------------ | ----- | ------ |
| 13 y 17 de octubre | 2.° F (Pando)      | Mariscal Sucre          | 1 : 2       | Vaca Díez                | 1.° F (Pando)      | 1 − 1 | 0 − 1  |
| 13 y 16 de octubre | 2.° C (Cochabamba) | Universitario de Vinto  | 4 : 1       | Deportivo FATIC          | 1.° D (La Paz)     | 2 − 0 | 2 − 1  |
| 13 y 17 de octubre | 2.° D (La Paz)     | Unión Maestranza        | 1 : 6       | San Antonio Bulo Bulo    | 1.° C (Cochabamba) | 1 − 5 | 0 − 1  |
| 14 y 17 de octubre | 2.º G (Potosí)     | Rosario Central         | 3 : 6 (2:4) | Empresa Minera Huanuni   | 1.º E (Oruro)      | 2 − 6 | 1 − 0  |
| 13 y 17 de octubre | 2.° E (Oruro)      | Deportivo Shalón        | 3 : 2       | Wilstermann Cooperativas | 1.° G (Potosí)     | 2 − 1 | 1 − 1  |
| 14 y 17 de octubre | 2.° A (Beni)       | Deportivo Kivón         | 1 : 4       | Torre Fuerte             | 1.° H (Santa Cruz) | 0 − 0 | 1 − 4  |
| 12 y 17 de octubre | 2.° H (Santa Cruz) | Ciudad Nueva Santa Cruz | 2 : 1       | Libertad Gran Mamoré     | 1.° A (Beni)       | 1 − 0 | 1 − 1  |
| 12 y 17 de octubre | 2.° I (Tarija)     | Atlético Bermejo        | 1 : 6 (5:4) | Universitario de Sucre   | 1.° B (Chuquisaca) | 1 − 0 | 0 − 6  |
| 12 y 17 de octubre | 2.° B (Chuquisaca) | Mojocoya F. C.          | 3 : 3 (4:5) | García Agreda            | 1.° I (Tarija)     | 2 − 2 | 1 − 1  |

#### Tabla de equipos eliminados
Los tres mejores perdedores de la Fase 2 fueron transferidos a la Tercera fase junto con los ganadores de cada llave. 

|  | Equipo transferido a la Tercera fase. |
|  | Equipos eliminados.                   |

| Equipo                   | Pts. | PJ | PG | PE | PP | GF | GC | DG |
| ------------------------ | ---- | -- | -- | -- | -- | -- | -- | -- |
| Universitario de Sucre   | 3    | 2  | 1  | 0  | 1  | 6  | 1  | +5 |
| Rosario Central          | 3    | 2  | 1  | 0  | 1  | 3  | 6  | −3 |
| Mojocoya F. C.           | 2    | 2  | 0  | 2  | 0  | 3  | 3  | 0  |
| Wilstermann Cooperativas | 1    | 2  | 0  | 1  | 1  | 2  | 3  | −1 |
| Libertad Gran Mamoré     | 1    | 2  | 0  | 1  | 1  | 1  | 2  | −1 |
| Mariscal Sucre           | 1    | 2  | 0  | 1  | 1  | 1  | 2  | −1 |
| Deportivo Kivón          | 1    | 2  | 0  | 1  | 1  | 1  | 4  | −3 |
| Deportivo FATIC          | 0    | 2  | 0  | 0  | 2  | 1  | 4  | −3 |
| Unión Maestranza         | 0    | 2  | 0  | 0  | 2  | 1  | 6  | −5 |

## Tercera fase
Los doce equipos clasificados de la fase anterior se enfrentaron en seis llaves de eliminación directa, en partidos de ida y vuelta. Los seis equipos ganadores de las llaves y los dos mejores perdedores accedieron directamente a los cuartos de final. Las llaves fueron definidas por sorteo el día 18 de octubre, una vez se conocieron los 12 equipos que llegaron a esta instancia. Al igual que en la segunda fase, en caso de empate de puntos en los encuentros de ida y vuelta, se tuvo una definicición por penales. El gol diferencia definió a los dos mejores perdedores, pero no la definición de cada llave.

### Llaves eliminatorias
| Fechas                         | Local en la ida         | Global      | Local en la vuelta     | Ida   | Vuelta |
| ------------------------------ | ----------------------- | ----------- | ---------------------- | ----- | ------ |
| 23 y 31 de octubre             | Rosario Central         | 2 : 10      | Universitario de Sucre | 0 − 3 | 2 − 7  |
| 24 de octubre y 1 de noviembre | Atlético Bermejo        | 2 : 5       | Universitario de Vinto | 0 − 3 | 2 − 2  |
| 25 y 31 de octubre             | García Agreda           | 5 : 2       | Mojocoya F. C.         | 2 − 0 | 3 − 2  |
| 24 y 30 de octubre             | Vaca Díez               | 2 : 2 (3:1) | Empresa Minera Huanuni | 2 − 0 | 0 − 2  |
| 24 y 30 de octubre             | Deportivo Shalón        | 2 : 5 (2:4) | Torre Fuerte           | 2 − 1 | 0 − 4  |
| 25 y 31 de octubre             | Ciudad Nueva Santa Cruz | 2 : 2 (4:5) | San Antonio Bulo Bulo  | 1 − 0 | 1 − 2  |

#### Tabla de equipos eliminados
Los dos mejores perdedores de la Fase 3 fueron transferidos a los Cuartos de final junto con los seis ganadores de cada llave.

|  | Equipos transferidos a los Cuartos de final. |
|  | Equipos eliminados.                          |

| Equipo                  | Pts. | PJ | PG | PE | PP | GF | GC | DG |
| ----------------------- | ---- | -- | -- | -- | -- | -- | -- | -- |
| Ciudad Nueva Santa Cruz | 3    | 2  | 1  | 0  | 1  | 2  | 2  | 0  |
| Empresa Minera Huanuni  | 3    | 2  | 1  | 0  | 1  | 2  | 2  | 0  |
| Deportivo Shalón        | 3    | 2  | 1  | 0  | 1  | 2  | 5  | −3 |
| Atlético Bermejo        | 1    | 2  | 0  | 1  | 1  | 2  | 5  | −3 |
| Mojocoya F. C.          | 0    | 2  | 0  | 0  | 2  | 2  | 5  | −3 |
| Rosario Central         | 0    | 2  | 0  | 0  | 2  | 2  | 10 | −8 |

Reglas de clasificación = 1) Puntos; 2) Diferencia de gol; 3) Goles anotados; 4) Goles de visitante; 5) Sorteo.

## Fases finales

### Cuadro de desarrollo
|  | Cuartos de final        | Cuartos de final     | Cuartos de final       | Cuartos de final     |   |                        | Semifinales           | Semifinales           | Semifinales           | Semifinales           |  |                        | Final            | Final            | Final            | Final            |  |
|  | 6 al 14 de noviembre    | 6 al 14 de noviembre | 6 al 14 de noviembre   | 6 al 14 de noviembre |   |                        | 20 al 28 de noviembre | 20 al 28 de noviembre | 20 al 28 de noviembre | 20 al 28 de noviembre |  |                        | 3 y 11 diciembre | 3 y 11 diciembre | 3 y 11 diciembre | 3 y 11 diciembre |  |
|  |                         |                      |                        |                      |   |                        |                       |                       |                       |                       |  |                        |                  |                  |                  |                  |  |
|  |                         |                      |                        |                      |   |                        |                       |                       |                       |                       |  |                        |                  |                  |                  |                  |  |
|  | Universitario de Sucre  | 3                    | 3                      | 6                    |   |                        |                       |                       |                       |                       |  |                        |                  |                  |                  |                  |  |
|  | Universitario de Sucre  | 3                    | 3                      | 6                    |   |                        |                       |                       |                       |                       |  |                        |                  |                  |                  |                  |  |
|  | Torre Fuerte            | 2                    | 0                      | 2                    |   |                        |                       |                       |                       |                       |  |                        |                  |                  |                  |                  |  |
|  | Torre Fuerte            | 2                    | 0                      | 2                    |   | Universitario de Sucre | 2                     | 4                     | 6                     |                       |  |                        |                  |                  |                  |                  |  |
|  |                         |                      |                        |                      |   | Universitario de Sucre | 2                     | 4                     | 6                     |                       |  |                        |                  |                  |                  |                  |  |
|  |                         |                      | García Agreda          | 2                    | 0 | 2                      |                       |                       |                       |                       |  |                        |                  |                  |                  |                  |  |
|  | García Agreda           | 2                    | García Agreda          | 2                    | 0 | 2                      | 5                     | 7                     |                       |                       |  |                        |                  |                  |                  |                  |  |
|  | García Agreda           | 2                    |                        |                      |   |                        |                       |                       |                       |                       |  |                        |                  |                  |                  |                  |  |
|  | San Antonio Bulo Bulo   | 2                    | 2                      | 4                    |   |                        |                       |                       |                       |                       |  |                        |                  |                  |                  |                  |  |
|  | San Antonio Bulo Bulo   | 2                    | 2                      | 4                    |   |                        |                       |                       |                       |                       |  | Universitario de Sucre | 1                | 1                | 2                |                  |  |
|  |                         |                      |                        |                      |   |                        |                       |                       |                       |                       |  | Universitario de Sucre | 1                | 1                | 2                |                  |  |
|  |                         |                      | Universitario de Vinto | 2                    | 1 | 3                      |                       |                       |                       |                       |  |                        |                  |                  |                  |                  |  |
|  | Universitario de Vinto  | 1                    | Universitario de Vinto | 2                    | 1 | 3                      | 3                     | 4                     |                       |                       |  |                        |                  |                  |                  |                  |  |
|  | Universitario de Vinto  | 1                    |                        |                      |   |                        |                       |                       |                       |                       |  |                        |                  |                  |                  |                  |  |
|  | Ciudad Nueva Santa Cruz | 0                    | 2                      | 2                    |   |                        |                       |                       |                       |                       |  |                        |                  |                  |                  |                  |  |
|  | Ciudad Nueva Santa Cruz | 0                    | 2                      | 2                    |   | Universitario de Vinto | 3                     | 4                     | 7                     |                       |  |                        |                  |                  |                  |                  |  |
|  |                         |                      |                        |                      |   | Universitario de Vinto | 3                     | 4                     | 7                     |                       |  |                        |                  |                  |                  |                  |  |
|  |                         |                      | Vaca Díez              | 0                    | 1 | 1                      |                       |                       |                       |                       |  |                        |                  |                  |                  |                  |  |
|  | Vaca Díez               | 1                    | Vaca Díez              | 0                    | 1 | 1                      | 3                     | 4 (4)                 |                       |                       |  |                        |                  |                  |                  |                  |  |
|  | Vaca Díez               | 1                    |                        |                      |   |                        |                       |                       |                       |                       |  |                        |                  |                  |                  |                  |  |
|  | Empresa Minera Huanuni  | 2                    | 2                      | 4 (2)                |   |                        |                       |                       |                       |                       |  |                        |                  |                  |                  |                  |  |
|  | Empresa Minera Huanuni  | 2                    | 2                      | 4 (2)                |   |                        |                       |                       |                       |                       |  |                        |                  |                  |                  |                  |  |
|  |                         |                      |                        |                      |   |                        |                       |                       |                       |                       |  |                        |                  |                  |                  |                  |  |

- Los horarios corresponden a la hora local de Bolivia (UTC-4).
- El equipo que ocupa la primera línea en cada llave definió la serie como local.

### Cuartos de final
| Ida; 7 de noviembre, 15:00 | San Antonio Bulo Bulo | 2:2 | García Agreda | Estadio Carlos Villegas, Entre Ríos |  |

| Vuelta; 13 de noviembre, 15:00 | García Agreda | 5:2 | San Antonio Bulo Bulo | Estadio IV Centenario, Tarija |  |

| Ida; 7 de noviembre, 13:00 | Torre Fuerte                       | 2:3 (1:2) | Universitario de Sucre                              | Estadio Ramón Aguilera Costas, Santa Cruz de la Sierra |                                                        |
|                            | Deni Bejarano 43' · A. Gonzaga 46' |           | Álex Ortega 3' · M. Argüello 8' · Carlos Ardián 84' | Asistencia: 2500 espectadores Árbitro(s): Hostin Prado | Asistencia: 2500 espectadores Árbitro(s): Hostin Prado |

| Vuelta; 14 de noviembre, 17:00 | Universitario de Sucre | 3:0 (2:0) | Torre Fuerte | Estadio Olímpico Patria, Sucre |  |

| Ida; 7 de noviembre, 15:45 | Ciudad Nueva Santa Cruz | 0:1 | Universitario de Vinto | Estadio Ramón Aguilera Costas, Santa Cruz de la Sierra |  |

| Vuelta; 14 de noviembre, 15:00 | Universitario de Vinto | 3:2 | Ciudad Nueva Santa Cruz | Estadio Félix Capriles, Cochabamba |  |

| Ida; 6 de noviembre, 15:00 | Empresa Minera Huanuni    | 2:1 (1:0) | Vaca Díez   | Estadio Manuel Flores, Huanuni                       |                                                      |
|                            | Morales 25' · Almaraz 57' |           | Torelli 71' | Asistencia: 6000 espectadores Árbitro(s): Ivo Méndez | Asistencia: 6000 espectadores Árbitro(s): Ivo Méndez |

| Vuelta; 14 de noviembre, 15:00 | Vaca Díez | 3:2 (4:2 p.) | Empresa Minera Huanuni | Estadio Roberto Jordán Cuéllar, Cobija |  |

### Semifinales
| Ida; 20 de noviembre, 17:00 | García Agreda | 2:2 (0:1) | Universitario de Sucre | Estadio IV Centenario, Tarija |  |

| Vuelta; 28 de noviembre, 15:00 | Universitario de Sucre | 4:0 (2:0) (Global 6:2) | García Agreda | Estadio Olímpico Patria, Sucre                                                                     |  |
|                                |                        |                        |               | Asistencia: 5700 espectadores · Árbitro(s): Javier Revollo · Jugador del partido: Marcelo Arguello |  |

| Ida; 21 de noviembre, 15:00 | Vaca Díez | 0:3 (0:1) | Universitario de Vinto | Estadio Roberto Jordán Cuéllar, Cobija |  |

| Vuelta; 26 de noviembre, 15:00 | Universitario de Vinto | 4:1 (2:0) (Global 7:1) | Vaca Díez | Estadio Félix Capriles, Cochabamba                                                                |  |
|                                |                        |                        |           | Asistencia: 5000 espectadores · Árbitro(s): Dilio Rodríguez · Jugador del partido: Roy Ndoutoumou |  |

### Final
| Ida; 3 de diciembre, 15:30 | Universitario de Vinto | 2:1 (0:1) | Universitario de Sucre | Estadio Félix Capriles, Cochabamba |  |
|                            |                        |           |                        | Árbitro(s): Juan Nelio García      |  |

| Vuelta; 11 de diciembre, 16:00 | Universitario de Sucre | 1:1 (0:1) (Global 2:3) | Universitario de Vinto | Estadio Olímpico Patria, Sucre |  |
|                                |                        |                        |                        | Árbitro(s): Ivo Méndez         |  |

| |
| |
| Campeón Universitario de Vinto 1.er título de Copa Simón Bolívar Ascendió a la División Profesional 2022 |

## Play-off de ascenso y descenso indirecto
Universitario de Sucre que fue el subcampeón de este torneo, se enfrentó contra Real Potosí; que fue el penúltimo equipo ubicado en la tabla de posiciones de la División Profesional.

### Universitario de Sucre vs. Real Potosí
| Ida; 15 de diciembre, 19:00 | Real Potosí       | 1:2 (0:1) | Universitario de Sucre  | Estadio Víctor Agustín Ugarte, Potosí |                          |
|                             | Lovera 75' (pen.) | Reporte   | Brun 12' · Argüello 51' | Árbitro(s): Jordy Alemán              | Árbitro(s): Jordy Alemán |

| Vuelta; 19 de diciembre, 15:00 (UTC-4) | Universitario de Sucre                   | 2:0 (0:0) (Global 4:1) | Real Potosí | Estadio Olímpico Patria, Sucre |                        |
|                                        | L. Gonzáles 57' · A. González 86' (pen.) | Reporte                |             | Árbitro(s): Ivo Méndez         | Árbitro(s): Ivo Méndez |

Clasificación final
| Real Potosí Desciende a la Asociación de Fútbol de Potosí | Universitario de Sucre Asciende a la División Profesional |
| --------------------------------------------------------- | --------------------------------------------------------- |

## Clasificación a la fase nacional de laCopa Bolivia 2022
|                                        |                               |                           |                                           |                                          |                                         |                                |
|                                        |                               |                           |                                           |                                          |                                         |                                |
| Real Potosí Perdedor ascenso indirecto | García Agreda Semifinalista 1 | Vaca Díez Semifinalista 2 | Ciudad Nueva Santa Cruz Cuartofinalista 1 | Empresa Minera Huanuni Cuartofinalista 1 | San Antonio Bulo Bulo Cuartofinalista 3 | Torre Fuerte Cuartofinalista 4 |

## Estadísticas

### Goleadores
| Adalid Aceituno                                                                 | García Agreda          | 14 |
| Thabiso Brown                                                                   | Empresa Minera Huanuni | 13 |
| Carlos Ardián                                                                   | Universitario de Sucre | 13 |
| Matías Vicedo                                                                   | Deportivo FATIC        | 10 |
| Yerson Gutiérrez                                                                | Deportivo Shalon       | 10 |
| Actualizado el 13 de diciembre de 2021. Fuente: Nacional B - Copa Simón Bolívar |                        |    |

### Tripletes, Pokers o más
| Grupo I - Fecha 4 | Sergio Justiniano | 0' · 0' · 0'      | Atlético Bermejo       | 5:1 | Quebracho              |
| Grupo E - Fecha 4 | Yerson Gutiérrez  | 0' · 0' · 0' · 0' | Shalon                 | 5:1 | San José es Oruro      |
| Grupo E - Fecha 4 | Thabiso Brown     | 0' · 0' · 0'      | Empresa Minera Huanuni | 3:1 | SUR-CAR                |
| Grupo E - Fecha 5 | Thabiso Brown     | 0' · 0' · 0'      | Empresa Minera Huanuni | 6:1 | San José es Oruro      |
| Grupo D - Fecha 5 | Agustín Martínez  | 0' · 0' · 0'      | Deportivo FATIC        | 8:0 | Achocalla              |
| 2ª Fase - Ida     | Victor Martins    | 0' · 0' · 0'      | San Antonio Bulo Bulo  | 5:1 | Unión Maestranza       |
| 2.ª Fase - Ida    | Thabiso Brown     | 0' · 0' · 0'      | Empresa Minera Huanuni | 6:2 | Rosario Central        |
| 3.ª Fase - Vuelta | Adalid Aceituno   | 0' · 0' · 0'      | García Agreda          | 3:2 | Mojocoya               |
| Cuartos - Vuelta  | Douglas da Silva  | 0' · 0' · 0'      | Vaca Díez              | 3:2 | Empresa Minera Huanuni |
| Cuartos - Vuelta  | Carlos Ardián     | 0' · 0' · 0'      | Universitario de Sucre | 3:0 | Torre Fuerte           |